# Malice Mizer
Malice Mizer var et japansk goth-rock band, som eksisterede fra 1992-2001. Bandnavnet kommer fra ordene: "Malicious misery", på dansk: "Ondsindet elendighed". Bandet tilhører en musikgenre i Japan, som kaldes visual kei. Den går i store træk ud på, at udseendet og fremtoningen, er selve essensen af bandet. Malice Mizers koncerter og optrædener er derfor bl.a. kendt for flotte sceneopsætninger, og flyvende bandmedlemmer. Deres tøj var inspireret af historiske kostumer fra renæssancen.

## Bandhistorie
Gennem de 8 år hvor bandet spillede, nåede de at have 3 forskellige forsangere.
Som nystartet bestod bandet af Mana og Közi, der begge spillede guitar og synthesizer. Kort tid efter rekrutterede de Gaz (trommer), Yu~ki (bas), og Tetsu (forsanger). I 1993 forlod Gaz bandet, og i stedet kom Kami, som overtog hans plads. Denne gruppe udgav i 1994 Malice Mizers første CD, memoire, som blev udgivet på Manas eget musikselskab Midi:Nette. Få dage efter en re-release af CD'en, forlod Tetsu bandet, og et helt år med inaktivitet fulgte. 
I 1995 blev Gackt optaget i bandet, og dette blev starten på en 4-årig succesperiode for bandet. Med Gackt skiftede musikken til en mere poppet version af Tetsus, med elementer af fransk pop og klassisk musik. De udgav to albums: Voyage ~ sans retour~ og merveilles, og deres popularitet blev så stor, at de endda fik deres eget radio-show. 
På toppen af bandets succes valgte Gackt at forlade bandet, for at starte en solokarriere, og trommeslageren Kami døde få måneder efter. I den næste tid brugte bandet hverken en fast forsanger eller trommeslager.
I slutningen af 1999 og begyndelsen af 2000, begyndte bandet at arbejde på et nyt album. Det blev offentliggjort at den nye forsanger var en mand ved navn Klaha, og i sommeren 2000 udgav de, hvad der skulle blive deres sidste album, Bara no Seidō. Musikken ændrede sig til en mørk blanding af klassisk musik, goth og heavy metal, og sceneshowet blev mere teatralsk i forhold til hvad det tidligere havde været under Tetsu og Gackt.
I 2001 erklærede bandet, at de var gået hver til sit.